# Aparelho de anestesia

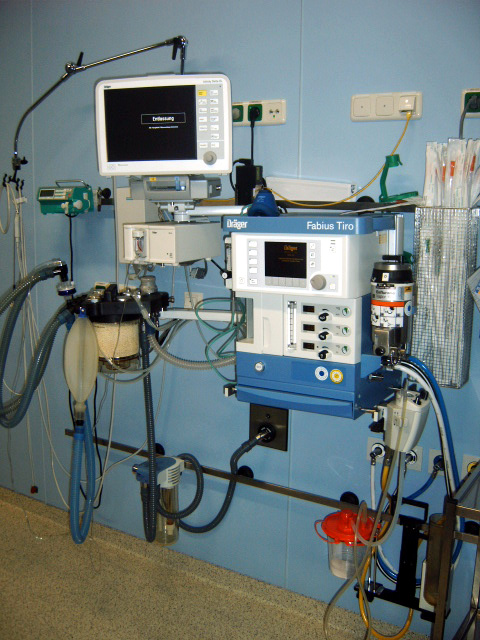
Uma máquina de anestesia

Aparelho de Anestesia ou Máquina de Anestesia ou ainda Estação de Trabalho de Anestesia é um conjunto de equipamentos integrados que servem para administrar gases durante a anestesia inalatória. É composto de vários sistemas de condução de gases e monitores para verificar as funções fisiológicas do paciente a ser anestesiado.